# Antoine Chintreuil

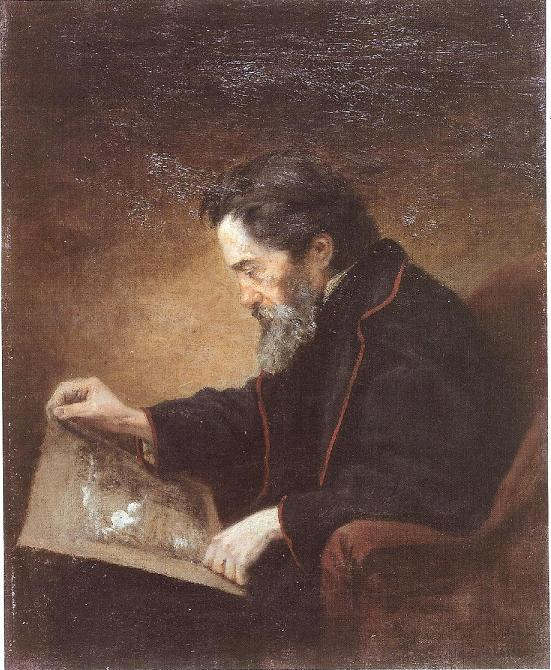
Portrait d’Antoine Chintreuil, Porträt von Jean Desbrosses, musée Chintreuil, Pont-de-Vaux.

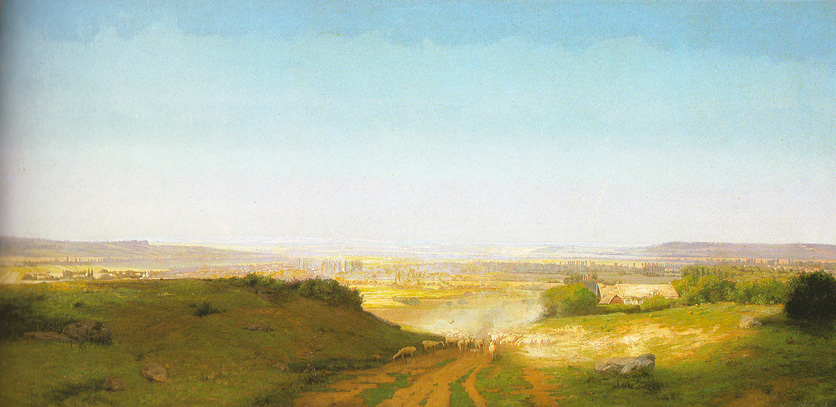
Antoine Chintreuil, Landschaft, Musée d’Orsay, Paris

Antoine Chintreuil (* 15. Mai 1814 in Pont-de-Vaux; † 8. August 1873 in Septeuil) war ein französischer Landschaftsmaler. Er wuchs in Bresse auf und zog 1838 er nach Paris, wo er 1842 Schüler des Malers Paul Delaroche wurde. Im folgenden Jahr lernte er Corot kennen, der ihn wesentlich in seinem Stil beeinflusste und ihn unter anderem ermutigte, Landschaften en plein air zu malen. 
1863 zählte er neben Édouard Manet, James McNeill Whistler, Henri Fantin-Latour, den Brüdern Desbrosses, Armand Gautier, Henri Harpignies, Camille Pissarro, Johan Barthold Jongkind, Alphonse Legros, Constant Dutilleux und Paul Cézanne zu den damals bereits bekannten Vertretern der damaligen Avantgarde, die von der Jury des Salon de Paris abgelehnt wurde und damit nicht auf der offiziellen staatlichen Kunstausstellung ihre Werke zeigen konnten. Auf ihrer Ablehnung begründet sich der Ruf der Salonjury, avantgardistischen Strömungen nicht aufgeschlossen gegenüberzustehen.
Kunsthistorikerin Athena S. E. Leoussi schlägt vor, Chintreuils Werk in drei verschiedene Perioden zu unterteilen. Von etwa 1846 bis 1850 malte er Paris und seine Umgebung. Besonders häufig malte er Montmartre. Von 1850 bis 1857 wohnte er in Igny und malte wiederholt in Barbizon. Von 1857 lebte und arbeitete er in La Tournelle-Septeuil im Seine-Tal. Während dieser letzten Periode erreichte sein Werk seinen Höhepunkt und er war allgemein anerkannt. 
Auf Grund der Breite und der Simplizität seiner Malweise und seiner Fähigkeit, Licht und Atmosphäre einzufangen, wird Chintreuil neben Eugène Boudin, Johan Barthold Jongkind und anderen Malern der Schule von Barbizon gestellt und zu den wesentlichen Vorläufern des Impressionismus gezählt. Chintreuil starb 1873 in Septeuil in Seine-et-Oise.

## Einzelbelege
1. ↑   Andrée Sfeir-Semler: Die Maler am Pariser Salon 1791–1880. Campus Verlag, Frankfurt am Main 1992, S. 139.

| Personendaten    | Personendaten                  |
| ---------------- | ------------------------------ |
| NAME             | Chintreuil, Antoine            |
| KURZBESCHREIBUNG | französischer Landschaftsmaler |
| GEBURTSDATUM     | 15. Mai 1814                   |
| GEBURTSORT       | Pont-de-Vaux                   |
| STERBEDATUM      | 8. August 1873                 |
| STERBEORT        | Septeuil                       |